# Piau
Piau este un oraș în Minas Gerais (MG), Brazilia.